# Bâtiment du Parlement géorgien (Tbilissi)
Pour les articles homonymes, voir Bâtiment du Parlement géorgien et Bâtiment du Parlement.
Le bâtiment du Parlement de Géorgie (en géorgien : საქართველოს პარლამენტის შენობა) est le lieu de réunion du Parlement de Géorgie, situé à Tbilissi, la capitale de la Géorgie. Il est situé au 8 avenue Roustavéli, à proximité des contreforts du mont Mtatsminda.
Le complexe de bâtiments a été construit en tant que Maison du gouvernement de la République socialiste soviétique de Géorgie sur le site de la cathédrale démolie (en) du XIXe siècle Alexander Nevsky et du cimetière adjacent, avec les sépultures des cadets géorgiens tués lors de l'invasion bolchevique de 1921. Il se compose de deux bâtiments, le bâtiment « supérieur » a été conçu par Viktor Kokorin et Giorgi Lezhava et construit de 1933 à 1938. Le bâtiment « inférieur », le long de l'avenue Rustaveli, a été construit par les mêmes architectes avec la participation de Vladimer Nasaridze de 1946 à 1953. Les deux bâtiments sont reliées à une cour, avec des escaliers et des fontaines. La conception des deux bâtiments utilise fortement des éléments de l'architecture géorgienne traditionnelle. L'extérieur face à l'avenue est dominé par une arcade monumentale, avec des avant-toits massifs et un fronton en "arc". Les bâtiments sont construits en béton armé léger, avec un revêtement extérieur en tuf, granit et autres matériaux.
Le complexe a été gravement endommagé lors du coup d'État militaire de décembre 1991 à janvier 1992, au cours duquel le président assiégé Zviad Gamsakhourdia a été retranché dans le bunker souterrain sous les locaux du gouvernement. Le bâtiment a ensuite été restauré, rénové et utilisé comme siège du Parlement de Géorgie de 1997 à 2012, lorsque la législature a déménagé dans l'édifice nouvellement construit à Koutaïssi, la deuxième ville la plus importante de Géorgie. En 2014, la tenue de réunions de commissions parlementaires a été autorisée dans les locaux du Parlement à Tbilissi, tandis que les sessions ordinaires se sont poursuivies à Koutaïssi. L'amendement constitutionnel adopté en 2017 est entré en vigueur en décembre 2018, ne contenant aucune référence à Koutaïssi en tant que siège du Parlement, le Parlement est entièrement rentré dans la capitale en janvier 2019,.